# Tinodes bergerardi
Tinodes bergerardi là một loài Trichoptera trong họ Psychomyiidae. Chúng phân bố ở vùng nhiệt đới châu Phi.